# Anna Watson
Anna Watson es una personaje ficticia, una personaje secundaria del Hombre Araña.

## Historial de publicación
El personaje, creado por Stan Lee y Steve Ditko, apareció por primera vez en Amazing Spider-Man # 15. Su primera aparición ayudó a prefigurar la primera aparición de Mary Jane Watson, ya que Mary Jane sería referenciada como la sobrina de Anna.

## Biografía del personaje ficticio
Anna Watson es representada como la tía de Mary Jane Watson, una vieja amiga de la Tía May y un personaje recurrente en varios títulos de Spider-Man. En la vida de Mary Jane se representa que ella desempeña el mismo papel de madre sustituta que May hace para Peter Parker. Durante un período en que se creía que May estaba muerta, se mudó con Peter y Mary Jane. Aunque inicialmente apoyaba mucho al marido de su sobrina, ella sospecha de las largas ausencias y falta de fiabilidad de Peter de vez en cuando.

## En otros medios
- Anna Watson aparece en la serie televisiva Spider-Man de 1994, con la voz de Majel Barrett. Ella continuamente expresa su desaprobación de Peter Parker debido a sus ausencias y su atracción por el peligro.
- Anna Watson aparece en la serie de televisión The Spectacular Spider-Man, con la voz de Kath Soucie. Al igual que los cómics, ella se alía con May para que Peter y Mary Jane se conocieran.
- Anna Watson es mencionada en el episodio "Horizon High" de Marvel's Spider-Man.